# Ludwig M. Rellstab
Ludwig Max Ernst Rellstab (* 14. Juli 1873 in Kiel; † 1950) war ein deutscher Physiker und Elektroingenieur.

## Leben
Ludwig Rellstab war der Sohn eines gleichnamigen Geheimen Regierungsrats und Professors (1842–1917), der Physik und Chemie an der Kaiserlichen Marineakademie Kiel lehrte. Dessen Vater war der Dichter und Kritiker Ludwig Rellstab.
Rellstab besuchte das Königliche Gymnasium in seiner Geburtsstadt Kiel und studierte von 1893 bis 1897 Physik und Mathematik an den Universitäten Kiel und Freiburg im Breisgau. 1898 wurde er in Kiel mit einer Dissertation über Wechselwirkungen elektromagnetischer Resonatoren zum Dr. phil. promoviert. Ab 1897 war er als Assistent an der TH Braunschweig tätig, wo er sich 1900 habilitierte und danach als Privatdozent lehrte. 
1900 begann Rellstab als Physiker und ab 1901 als Vorstand des Laboratoriums für die A.-G. Mix und Genest, Telephon- und Telegraphen-Werke in Berlin zu arbeiten. 1905 wurde er Oberingenieur und Prokurist der Telephon-Fabrik Aktiengesellschaft vorm. J. Berliner in Hannover. 1908 übernahm er als Direktor die Leitung der Aktiengesellschaft Mix & Genest. Ab 1914 war er Oberingenieur bei Siemens & Halske in Berlin. Später hatte er den Direktorenposten bei der holländisch-belgischen Thermophone Co. inne. Von 1923 bis 1938 war er in leitender Stellung bei Siemens tätig (Direktor des Wernerwerks). Er arbeitete auch als Elektrotechnik-Spezialist für die Wehrmacht und beschäftigte sich mit der Stabilisierung von Schiffen.
Er war Mitglied der Kaiser-Wilhelm-Gesellschaft.
Rellstab war Mitarbeiter am von Adolf Winkelmann herausgegebenen Handbuch der Physik (Artikel Telephonie).
Er heiratete 1901 Anna Kuhlgatz, Tochter des Kieler Stadtschulrats Adolf Kuhlgatz. Aus der Ehe gingen die Pianistin Annekäthe Rellstab und der Schachspieler Ludwig Rellstab hervor. Wie sein Sohn war auch der Vater Klubschachspieler in Berlin.

## Publikationen (Auswahl)
- Über Wechselwirkungen elektromagnetischer Resonatoren. J. H. Meyer, Braunschweig 1898.
- Das Fernsprechwesen. G.J. Göschen, Leipzig 1902.
- Die elektrische Telegraphie. G.J. Göschen, Leipzig 1903.
- mit Josef Baumann: Herausgabe der Reihe Die Schwachstromtechnik in Einzeldarstellungen. R. Oldenbourg, München 1904–1908.